# Johannes Joachim Degenhardt
Johannes Joachim Degenhardt (Schwelm, 31 de janeiro de 1926 - Paderborn, 25 de julho de 2002) foi o arcebispo católico romano de Paderborn de 1974 até sua morte em 2002. Ele foi nomeado cardeal em 2001.

## Vida
Degenhardt cresceu em Hagen, onde frequentou o humanístico Albrecht Dürer Gymnasium. Ele pertencia ao grupo de jovens católicos Bund Neudeutschland. Como membro dessa organização de jovens, que foi banida pelos nazistas, ele foi preso pela Gestapo em 1941, quando co-organizou uma demonstração de jovens para mostrar lealdade ao novo líder espiritual, Lorenz Jäger, no dia da sua consagração como bispo de Paderborn. Degenhardt já era suspeito pela Gestapo há algum tempo, já que ele havia arriscado sua vida circulando secretamente os sermões do Bispo de Münster Clemens August Graf von Galen. Ele foi mantido em confinamento solitário por várias semanas no quartel-general da Gestapo de Dortmund, preso em uma cela de 3 x 1,5 m, espancado pelos guardas e não libertado até o Natal de 1941, com o aviso de que seria enviado para um campo de concentração se ele disse qualquer coisa sobre a sua prisão. Após sua libertação, ele foi expulso do Gymnasium. Durante a Segunda Guerra Mundial, ele foi recrutado como auxílio na Luftwaffe e foi levado como prisioneiro de guerra, de onde foi libertado em 1946. Após a guerra, completou o ensino médio e estudou filosofia e teologia em Paderborn e Munique. Em 6 de agosto de 1952, foi ordenado sacerdote pelo arcebispo Lorenz Jaeger na catedral de Paderborn.
Ele foi curador em Brackwede por cinco anos depois disso. A partir de 1957, ele foi administrador do escritório do padre e depois substituto temporário do padre até ser nomeado prefeito do Archiepiscopal Collegium Leonium em Paderborn pelo arcebispo Jäger.
Em 28 de janeiro de 1964, ele recebeu seu doutorado em teologia pelo professor Rudolf Schnackenburg, e depois trabalhou como professor assistente na Ruhr-Universität Bochum. Em 1965, Degenhardt tornou-se capelão universitário na Pädagogische Hochschule Westfalen/Lippe em Paderborn e, em fevereiro do mesmo ano, tornou-se representante diocesano do Katholisches Bibelwerk.
Em 18 de março de 1968, o Papa Paulo VI nomeou Degenhardt como bispo auxiliar em Paderborn e bispo titular de Vicus Pacati. O lema de Degenhardt foi Surrexit Dominus vere (O Senhor ressuscitou verdadeiramente, da liturgia pascal). O cardeal Lorenz Jäger, arcebispo de Paderborn, consagrou Degenhardt como bispo em 1º de maio de 1968. Os consagrantes eram o bispo do Ruhr, Franz Hengsbach, e o bispo auxiliar Paul Nordhues.
O cardeal Jäger renunciou ao cargo de arcebispo no início de 1973. O capítulo da catedral da Arquidiocese de Paderborn elegeu Degenhardt como vigário capitular, e o Papa Paulo VI o nomeou novo arcebispo de Paderborn em abril de 1974. Em 1999, ele celebrou seu 25º aniversário naquele escritório no Liborifest, uma tradicional celebração Paderborn em homenagem ao St. Liborius de Le Mans.
Em 8 de outubro de 1991, o arcebispo Degenhardt retirou a autorização de ensino eclesiástico do sacerdote e professor universitário, Eugen Drewermann, depois que ele se recusou a retratar certas declarações que não estavam de acordo com os ensinamentos católicos. Entre outras coisas, Drewermann questionou o nascimento virginal e a ressurreição corporal de Jesus. Em 26 de março de 1992, Drewermann também foi suspenso do sacerdócio.

## Incardinação
O Papa João Paulo II surpreendentemente nomeou o arcebispo Degenhardt como cardeal, junto com o bispo Karl Lehmann de Mainz e outros cinco bispos, em 28 de janeiro de 2001, depois de ter acabado de nomear 37 cardeais uma semana antes. O próprio Papa João Paulo II explicou sua nomeação apenas um ano depois, por ocasião da morte de Degenhardt, em uma carta de condolências escrita da Jornada Mundial da Juventude em Toronto: "Com sua nomeação para o cardeal, quis tornar visível a evidência fiel de o líder espiritual Paderborn para toda a igreja mundial". Em 21 de fevereiro de 2001, ele recebeu o arcebispo Padreborn como cardeal sacerdote com a igreja titular de San Liborio no colégio de cardeais no maior consistório da história moderna da igreja. Degenhardt ocupou vários cargos eclesiásticos, incluindo a liderança da Comissão Ecumênica da Conferência Episcopal Alemã de 1974 a 1976.

## Morte e funeral
Degenhardt morreu repentinamente no início da manhã de 25 de julho de 2002 no palácio arquiepiscopal em Paderborn aos 76 anos. O funeral aconteceu em 3 de agosto de 2002. Em 2003, Hans-Josef Becker tornou-se o sucessor de Degenhardt como arcebispo de Paderborn.

## Honras
O cardeal Degenhardt realizou inúmeras altas condecorações e prêmios. Ele era um cidadão honorário da cidade de Paderborn e portador da Grande Bundesverdienstkreuz com a estrela. De acordo com sua posição como cardeal, ele também foi um Grande Cruzado na Ordem do Santo Sepulcro, uma ordem leiga papal. Além disso, ele era um membro honorário do KDSt.V. Guestfalo-Silesia Paderborn no CV. Degenhardt era primo do poeta e cantor alemão Franz Josef Degenhardt.